# John Forbes Nash
Pour les articles homonymes, voir John Nash.
John Forbes Nash, Jr., né le 13 juin 1928 à Bluefield (Virginie-Occidentale) et mort le 23 mai 2015 à Monroe Township (New Jersey), est un mathématicien et économiste américain. Il a travaillé sur la théorie des jeux, la géométrie différentielle et les équations aux dérivées partielles.
Il est le seul mathématicien et économiste à être lauréat à la fois du Prix de la Banque de Suède en 1994 et du prix Abel pour les mathématiques en 2015.
À l'aube d'une carrière mathématique prometteuse, John Nash a commencé à souffrir de schizophrénie. C'est seulement vingt-cinq ans plus tard qu'il apprendra à vivre avec cette maladie. Sa vie est racontée de façon romancée dans le film Un homme d'exception.

## Biographie

### Enfance
John Forbes Nash, Jr., né le 13 juin 1928 à Bluefield en Virginie-Occidentale, est le premier enfant de John Nash Sr., ingénieur électricien, et Margaret Virginia Martin, enseignante que tout le monde appelle Virginia. C'est une famille de la classe moyenne croyante et conservatrice. Deux ans et demi après la naissance de John, sa mère donne naissance à une fille, Martha. La personnalité étrange du petit John n'est pas la conséquence d'un manque d'amour familial ni des absences prolongées du père que son travail d'inspecteur amène à voyager fréquemment. Bien au contraire, John Forbes Nash père manifeste toujours envers son fils une grande affection et apprécie les moments qu'ils passent ensemble, il aime la curiosité sans bornes du petit garçon qui passe beaucoup de temps à lire et à faire des expériences dans sa chambre, qu'il a convertie en laboratoire. C'est vers l'âge de 14 ans que John junior montre son intérêt pour les mathématiques,.

### Études
John ne sait pas tirer parti de son intelligence pendant ses premières années scolaires, lesquelles se soldent par un bilan désastreux. Il a de mauvaises notes, manifeste une grande aversion envers toute forme de discipline et se montre distrait et distant, plus préoccupé par ses pensées que par les enseignements dispensés en classe. Par ailleurs, il ne tient pas son crayon correctement et son écriture est presque illisible, ce qui oblige sa mère à l'inscrire à un cours de calligraphie. Sa compétence d'institutrice lui permet, à la maison, de pallier ses carences.
John n'est pas un enfant prodige, ses résultats scolaires sont très loin de l'excellence et il met longtemps avant de révéler ses extraordinaires qualités en mathématiques. Les sources s'accordent pour dire qu'il se découvre pour la première fois une attirance pour cette discipline à la lecture de l'ouvrage Les grands mathématiciens. Quoi qu'il en soit, le jeune John n'a pas encore décidé de son avenir et semble vouloir suivre la carrière d'ingénieur électricien de son père. En collaboration avec lui, il réalise sa première étude qui permet de calculer les tensions adéquates dans les câbles électriques. Ils publient un article sur ce sujet en 1945 dans le magazine Electrical Engineering. Encouragé par ce succès, il participe au concours George Westinghouse pour les écoles d'ingénieurs et décroche une des dix bourses d'études offertes, ce qui lui permet d'entrer, en 1945, à l'université Carnegie-Mellon à Pittsburgh.

#### Université Carnegie-Mellon
Son premier choix d'études supérieures est l'ingénierie chimique, mais cette vocation meurt quasiment dans l'œuf : il a du mal à suivre la discipline au sein des laboratoires. Parallèlement, il se laisse tenter par le département de mathématiques, qui attire les meilleurs étudiants. Le directeur, John Lighton Synge a déjà exercé au sein de l'université de Princeton et rassemble quelques-uns des meilleurs mathématiciens de son époque.
Dès le début, Nash impressionne ses collègues de l'Institut de technologie par sa facilité à trouver des solutions imaginatives aux problèmes qui lui sont présentés et par l'insolence dont il fait preuve dans sa manière d'aborder le plus difficile d'entre eux. Synge lui conseille, avec le soutien du reste des professeurs, de se concentrer sur les cours de mathématiques, où l'on estime qu'il peut développer la totalité de son talent. Nash répond favorablement à cette suggestion en 1946 et se consacre presque exclusivement aux mathématiques, contre la volonté des administrateurs de sa bourse, qui auraient préféré le voir étudier n'importe quel type d'ingénierie. Pendant ses études à Carnegie Tech, Nash se sent attiré par les équations diophantiennes et il y suit aussi le seul cours d'économie de toute sa vie, tout un paradoxe pour quelqu'un qui recevra le prix Nobel de cette discipline. Avec le groupe de théorie des jeux de Carnegie, il a commencé à se plonger dans le problème de la négociation, posé par John von Neumann dans son livre Théorie des jeux et du comportement économique (Theory of Games and Economic Behavior 1944). Il n'est pas encore diplômé que déjà s'accumulent les offres des principales universités du pays, et il se décide en faveur de l'université de Princeton qu'il intègre à l'automne 1948.

#### Université de Princeton
À peine arrivé à l'université, Nash est pris en charge par Solomon Lefschetz, qui lui fait clairement comprendre ce qu'il attend de lui : qu'il commence sa carrière de chercheur et soit capable d'écrire et de défendre sa thèse doctorale quelques années plus tard. L'un des groupes les plus actifs de Princeton consacre la majeure partie de ses travaux à l'algèbre, il a à sa tête le mathématicien Emil Artin qui centre son activité sur la théorie algébrique des nombres. Nash participe aux investigations algébriques d'Artin et bénéficie de ses connaissances, mais il se rapproche finalement d'un autre groupe plus important pour sa carrière, celui gravitant autour d'Albert Tucker qui se consacre à la théorie des jeux, une branche de connaissance émergente qui n'a pas le prestige de la topologie ni de l'algèbre. Nash décide d'orienter sa thèse de doctorat vers la théorie des jeux, qui commence à peine à faire partie du corps doctrinal, les connaissances en ce domaine étant considérées comme précaires. En travaillant sur sa théorie de l'équilibre, il conçoit même un jeu — le jeu de Hex — qui parvient à se faire une place dans les salles de repos et le met en contact avec John Milnor.
Sa thèse de doctorat sur Les jeux non coopératifs, qui va par la suite s'appeler l'équilibre de Nash, va lui valoir, quarante-quatre années plus tard, le prix de la Banque de Suède en sciences économiques — souvent désigné comme le « prix Nobel d'économie » —, bien que le seul cours officiel d'économie qu'il ait suivi ait porté sur le commerce international. À partir de la fin 1950, après avoir publié sa thèse et des articles sur le problème de la négociation, il ne travaille plus sur la théorie des jeux. En attendant un poste stable qui lui garantira des revenus, il donne à Princeton des cours d'analyse mathématique à des étudiants non diplômés et intègre un projet financé par le Bureau de stratégie navale.
Au début de l'année universitaire 1956-1957, Nash réintègre l'Institute for Advanced Study de Princeton (New Jersey), qui a des liens forts mais informels avec l'université de Princeton. Il aime échanger des idées avec quelques collègues mathématiciens de l'Institut Courant de sciences mathématiques, proche de sa résidence new-yorkaise. Il est rapidement captivé par ses discussions avec Peter Lax, mais aussi Louis Nirenberg. Au terme de l'année universitaire 1956-1957, on a pu dire que Nash a passé presque plus de temps au sein de l'Institut Courant qu'à Princeton. C'est précisément Lax et Nirenberg qui l'encouragent à s'aventurer dans le monde des équations différentielles non linéaires aux dérivées partielles. Pendant les trente ans de sa maladie mentale, il enseigne épisodiquement à Princeton.

#### RAND Corporation et M.I.T.
Ses travaux sur la théorie des jeux contribuent à expliquer de manière réaliste les situations de conflit. En septembre 1949, l'Union soviétique annonce qu'elle possède la bombe atomique. Face à cette menace, les États-Unis créent la Research And Development Corporation (Institut de recherche et développement), plus connue par son acronyme, RAND. Rand paie bien mieux que n'importe quelle université et ouvre la possibilité d'intégrer un groupe scientifique très actif. Nash collabore occasionnellement avec elle pendant quatre ans, particulièrement pendant l'été. Il en est expulsé sans égards après avoir été accusé d'homosexualité et d'exhibitionnisme, fin août 1954.

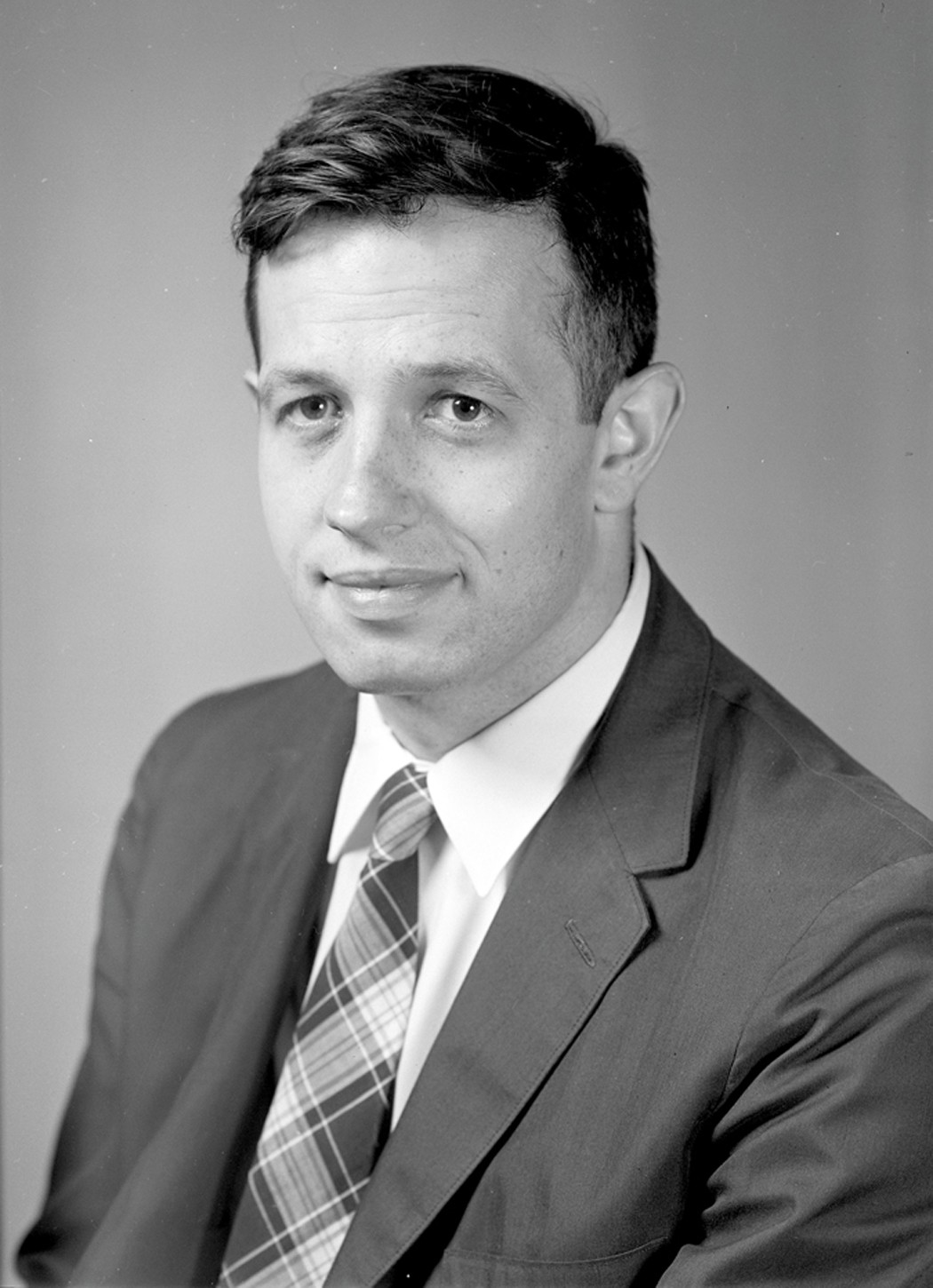
John Forbes Nash en 1951.

Contrarié par le fait qu'il ne parvient pas à se faire engager durablement à Princeton, Nash accepte l'offre du MIT à Cambridge (Massachusetts), de l'engager pour consolider son département de mathématiques. En 1951, il y devient professeur et est rapidement surnommé par ses étudiants l'« enfant professeur ». Son arrogance trouve un terrain favorable au MIT, où le niveau de recherches est clairement inférieur à celui de Princeton. Il se considère comme un génie des mathématiques et ne trouve personne, en dehors de Norbert Wiener et Norman Levinson, qui puisse se hisser à sa hauteur. À sa sortie de l'hôpital McLean, en 1959, il rassemble ses économies, renonce au MIT pour toujours et annonce qu'il part pour l'Europe.

### Maladie mentale
Sa schizophrénie se révèle en 1958. Aujourd'hui, certains psychiatres fondent l'hypothèse d'un facteur génétique pour cette maladie qui se développe à la fin de l'adolescence ou au début de l'âge adulte. D'autres hypothèses (des « événements traumatisants ») ont été émises à l'époque pour l'expliquer. Quand il est en situation d'être recruté pour la guerre de Corée, l'université de Princeton, la marine de guerre et la Rand déclarent qu'il est indispensable à la défense nationale et ces soutiens suffisent pour lui éviter d'aller au front. Mais tout cela provoque chez lui un grand stress et plusieurs décennies plus tard, il attribue en partie ses premiers troubles mentaux à l'angoisse vécue pendant ces quelques jours d'incertitude. Il confesse aussi que son expulsion déshonorante de la RAND Corporation, en 1954, a été un coup très dur qui l'a déséquilibré mentalement. Frustré en 1957 d'avoir été devancé par Ennio De Giorgi dans sa tentative de résoudre le dix-neuvième problème de Hilbert, et ainsi de se voir privé de la médaille Fields en 1958, aveuglé par sa quête du succès, il veut vérifier l'hypothèse de Riemann (trente ans plus tard, lorsqu'il retrouve la raison, il ne se souvient même pas qu'il a réfléchi à la solution de ce problème).

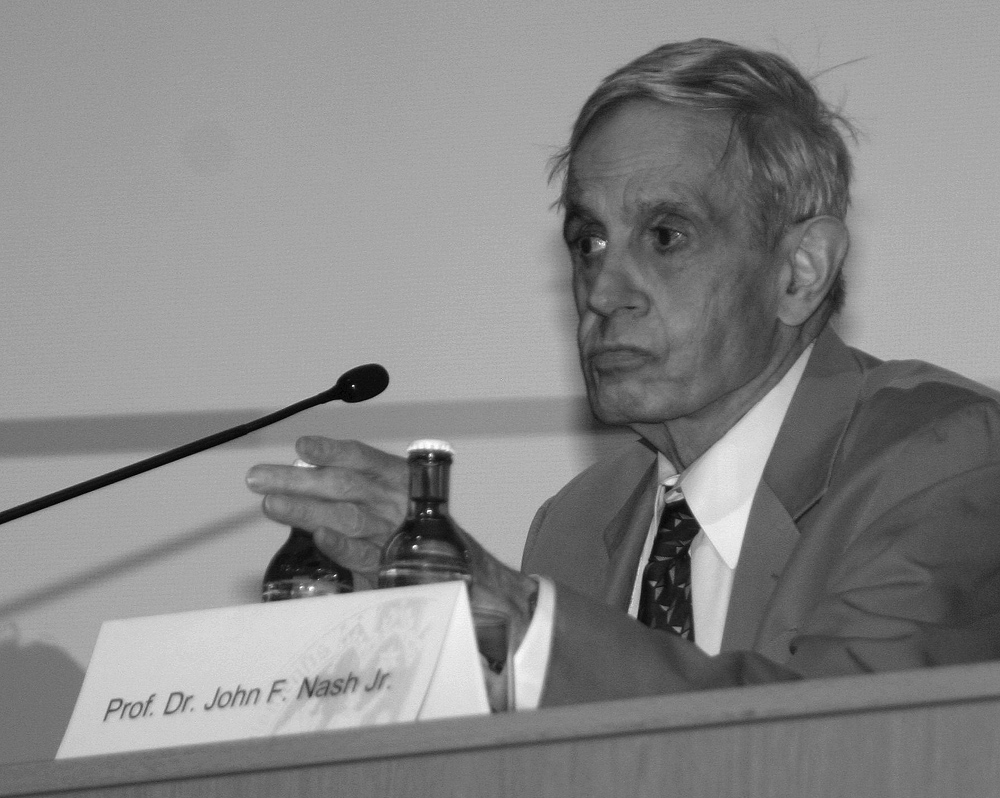
Nash durant une conférence sur la théorie des jeux à Cologne, en 2006.

Ses aspirations se révèlent démesurées et commencent à voler en éclats lorsque, vers la fin de l'année 1958, son esprit manifeste les premiers symptômes de la schizophrénie qui, quelques mois plus tard, dévastera sa vie. En avril-mai 1959, il est interné à l'hôpital McLean de Boston et on lui diagnostique une schizophrénie paranoïde. Nash se croit victime d'une conjuration ourdie par son entourage, souffre d'hallucinations auditives : il entend plusieurs voix se disputant entre elles quand il rapporte « Ma tête est comme un sac à vent gonflé avec des voix qui se disputent à l'intérieur ». Il quitte l'hôpital le 27 mai 1959, une semaine après la naissance de son fils, John Charles Martin Nash, dont les premières années d'éducation sont confiées aux parents d'Alicia. Après des séjours difficiles à Paris et à Genève, Nash rentre à Princeton en 1960. Il fait des séjours réguliers à l'hôpital jusqu'en 1970 et occupe un poste de chercheur à l'université Brandeis de 1965 à 1967. Il ne publie rien pendant trente ans. Sa santé mentale ne s'améliore que très lentement. Son intérêt pour les mathématiques ne lui revient que très progressivement, ainsi que sa capacité à raisonner logiquement. Au cours des années 1990, on constate le retour de son génie, amoindri par un esprit très affaibli.

### Portrait et vie sentimentale

#### Portrait
Tous les témoignages s'accordent sur le fait que c'est un enfant timide et solitaire qui a du mal à entrer en contact avec les autres. Cela s'avère être une constante dans sa vie, elle lui vaut la réputation d'une personne peu sympathique. Jeune, il n'a pas l'habitude de jouer avec les autres enfants, ce qui contribue peut-être à renforcer son caractère orgueilleux, parfois arrogant. Il ne fait aucun effort pour améliorer sa sociabilité et considère que toute activité le tenant éloigné de ses centres d'intérêt est une perte de temps.
De 1945 à 1948, à la résidence de l'Institut Carnegie, il se sent dans son élément au sein du groupe d'étudiants en mathématiques, mais en dehors de ce cercle, il demeure peu sociable, très peu apprécié, il est l'objet de blagues et de mépris. Motivé par ses premiers succès en mathématiques, il participe au concours mathématique William Lowell Putnam mais ne termine même pas parmi les cinq premiers. Il en résulte une énorme frustration, mais ce ressentiment le stimule pour devenir un meilleur mathématicien et ne pas perdre la confiance qu'il a en lui-même. Au sein des doctorants de première année de Princeton, Nash est rapidement considéré comme une personne étrange, excentrique, orgueilleuse et arrogante. Personne ne l'intimide, même Einstein avec qui il discute pendant une heure de ses équations appliquées à la physique. La seule personne avec laquelle il maintient une relation ressemblant à de la camaraderie est Lloyd Shapley, qui remportera lui aussi le prix Nobel d'économie en 2012.

#### Vie sentimentale
En 1952, il tombe sous le charme d'une infirmière, Eleanor Stier, avec laquelle il entame une liaison amoureuse. Ils ne sont pas mariés quand elle accouche, le 19 juin 1953, de son premier enfant. Il refuse d'en reconnaître la paternité, l'enfant porte donc le nom de John David Stier. Au surplus, Nash fait pression sur la mère, presque sans ressources et hébergée dans un foyer pour mères célibataires, pour qu'elle abandonne leur enfant et le fasse adopter. Cette tentative reflète son manque d'empathie et son incapacité à comprendre les sentiments d'autrui. John David Stier sera finalement élevé par sa mère. Les rares visites que Nash rend à ce fils prennent fin en 1959, lorsque ses contacts sociaux se réduisent à cause de sa grave maladie.

En même temps que sa liaison avec Eleanor, on lui découvre, en 1954, une relation avec Jack Bricker, un étudiant du Massachusetts Institute of Technology. Le scandale éclate vers la fin du mois d'août 1954, lorsque Nash est arrêté et accusé d'exhibitionnisme. Il affirme qu'il n'est pas homosexuel et apporte la photo d'Eleanor et de son fils, exposant ainsi cette relation au grand jour. Jack Bricker doit quitter le MIT.

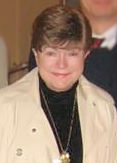
Alicia Nash

À la phonothèque de cette université, alors qu'il écoute ses musiciens préférés, il remarque une jeune femme, qui avait été son élève, Alicia Lardé Lopez-Harrison. Cette séduisante étudiante salvadorienne, issue d'une famille riche exilée aux États-Unis, avait suivi son cours d'analyse avancée, destiné aux doctorants en physique. Il lui avait fait une forte impression. Une idylle se noue. Malgré des hauts et des bas, leur relation débouche sur un mariage, célébré en février 1957. Le couple décide de s'installer à New York, où Alicia a de meilleures perspectives professionnelles. Ils ont un fils ensemble, John Charles Martin Nash, né le 20 mai 1959. Mais la schizophrénie paranoïde dont souffre Nash à partir de 1959 affecte la relation du couple, jusqu'au divorce en 1963. En 1970, Alicia revient à son secours et reste vivre avec lui à Princeton. Toutes les biographies et les divers témoignages s'accordent à dire que, par cette décision, elle lui sauva la vie. Au début des années 1990, la santé mentale de Nash s'améliore et au printemps 2001, trente-huit ans après leur divorce, les anciens époux se remarient.

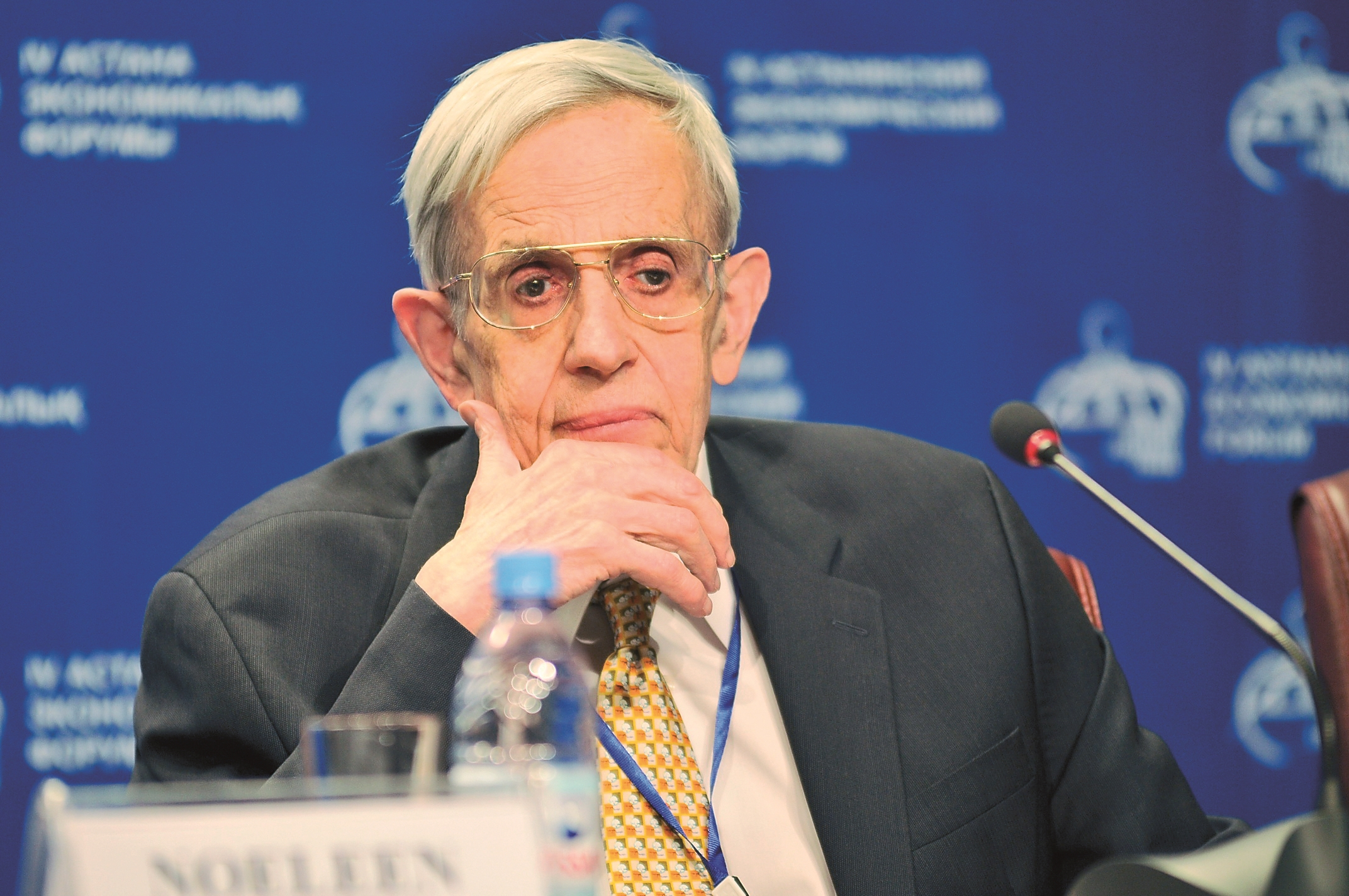
John Forbes Nash, Jr. en 2011.

Sa vie est racontée de façon très romancée dans le film A Beautiful Mind (en français Un homme d'exception) sorti en 2001 et réalisé par Ron Howard d'après le livre éponyme de Sylvia Nasar (en français Un cerveau d'exception).

### Mort accidentelle
Avec son ami Louis Nirenberg, le 19 mai 2015 à Oslo, il reçoit le prix Abel des mains du roi Harald V. Le 23 mai, de retour aux États-Unis, après l'atterrissage à l'aéroport de Newark, John Nash et son épouse Alicia discutent durant une heure avec Louis Nirenberg puis, vers 16 h 30, ils rentrent chez eux en taxi dans le New Jersey. Sur l'autoroute New Jersey Turnpike, au niveau de Monroe Township, le conducteur perd le contrôle du véhicule alors qu'il roule sur la voie de gauche et percute la barrière de sécurité en béton. N'ayant pas bouclé leur ceinture de sécurité, les Nash sont éjectés du taxi lors de l'impact et décèdent. Le conducteur n'est que blessé.

## Travaux
Nash est surtout connu pour ses contributions dans les trois domaines suivants :
1. La théorie des jeux ;
2. La géométrie différentielle ;
3. Les équations aux dérivées partielles.

### Théorie des jeux et négociation (équilibre de Nash)
Princeton héberge à cette époque les plus grands experts de la théorie des jeux, John von Neumann et Oskar Morgenstern. Ils ont publié en 1944 l'œuvre pionnière la plus importante de la théorie des jeux : The Theory of Games and Economic Behavior (Théorie des jeux et comportement économique), dont l'idée est de rationaliser et de mathématiser les problèmes économiques grâce à la théorie des jeux. Les approches de ces deux scientifiques supposent que, lorsque cela est possible, les jeux sont coopératifs. Mais cette idée n'est pas nécessairement correcte et Nash se propose de changer l'approche de la théorie.
Au cours de l'été 1949, il expose son point de vue sur la théorie des jeux et propose à Albert W. Tucker qu'il dirige sa thèse doctorale. Tucker n'est pas un spécialiste de cette question, mais l'encourage à exposer ses idées sous forme de thèse. Nash la rédige en 1950 et lui donne un titre inoubliable : Non-Cooperative Games (Jeux non coopératifs), un fascicule de 27 pages qui va révolutionner pour toujours la théorie des jeux. Presque en même temps que sa thèse de doctorat, il produit un travail sur la théorie des négociations, qui est une publication de référence dans le domaine des mathématiques appliquées à l'économie.
Ses travaux en théorie des jeux, avec la définition de la notion d'équilibre de Nash, sont publiés dans trois articles :
- «Equilibrium Points in N-person Games», dans Proceedings of the National Academy of Sciences (1950)[15] ;
- «The Bargaining Problem» (Le problème de la négociation) publié dans le magazine Econometrica en avril 1950 ;
- «Two-person Cooperative Games» publié dans le magazine Econometrica en janvier 1953.

### Géométrie différentielle (théorème de plongement)
Au début des années 1950, il est humilié par le mathématicien Warren Ambrose du MIT, qui le met au défi de résoudre le problème du "plongement des variétés", proposé par Bernhard Riemann et jamais résolu. En 1954, il démontre le premier théorème en publiant dans le journal prestigieux Annals of Mathematics "C1 isometric embedding" et, en 1956, le deuxième théorème paru dans le même journal, "The embedding problems for Riemann manifolds". Nash ayant mis un peu plus de deux ans à atteindre un objectif que beaucoup pensaient inatteignable, Ambrose se joint au concert de louanges faites pour son travail. Pour parvenir à ce résultat, Nash avait inventé une nouvelle technique qui, après avoir été améliorée par Jürgen Moser, sera appelée méthode de Nash-Moser. En géométrie différentielle, le théorème de plongement de Nash affirme que toute variété riemannienne peut être plongée de manière isométrique dans un espace euclidien.

### Équations aux dérivées partielles
Les équations différentielles aux dérivées partielles naissent de la nécessité de modéliser des phénomènes physiques très connus. L'étude des équations de type non linéaire est très complexe. La contribution de Nash sur les équations aux dérivées partielles concerne, en réalité, le contexte des équations non linéaires de type elliptique ou parabolique, qui sont plus difficiles encore. Cependant, Nash, qui n'est pas spécialiste de ce domaine des mathématiques, s'attaque à ce problème avec détermination. Avant de commencer son travail, il s'assure que le problème vaut la peine d'être résolu. Ce point ne fait aucun doute : l'étude des solutions des équations aux dérivées partielles est l'un des grands problèmes mathématiques proposés par David Hilbert, concrètement le dix-neuvième. Comme les problèmes sont non linéaires, Nash s'en charge de manière latérale et essaie de linéariser le problème. Son idée est de transformer le problème original en un autre problème équivalent en ce qui concerne les solutions, mais qui, lui, est linéaire. Il est particulièrement attiré par les équations de type parabolique et y consacre toute son énergie et tout son talent. Il parvient finalement à atteindre son objectif et prouve les théorèmes de régularité pour ce type de problèmes. Une fois encore, le succès est au bout de la route. Mais cette prouesse provoque chez lui une grande frustration lorsqu'il découvre, quelques mois plus tard, que quelqu'un l'a devancé. Un mathématicien italien de l'université de Pise, un inconnu du nom de Ennio De Giorgi, avait résolu le problème de Hilbert pour les équations elliptiques et avait publié, avant lui, des résultats très similaires aux siens. Si Nash avait réussi pour les équations paraboliques, ses résultats n'étaient désormais plus novateurs et révolutionnaires : ils n'étaient désormais qu'une généralisation d'autres résultats antérieurs appliqués à un autre cas. Son travail dans ce domaine lui vaut quand même, conjointement avec Nirenberg, le prix Abel de 2015.

### Intuition de la complexité
Nash a eu l'intuition des notions de complexité en temps et du lien avec la cryptographie. Il avait envoyé une lettre à la NSA en 1955 à ce sujet. Ce texte a été rendu public en 2012.

## Distinctions
- Il obtient en 1978 le prix de théorie John-von-Neumann pour ses découvertes sur les équilibres non coopératifs.
- Il reçoit le prix de la Banque de Suède en sciences économiques en mémoire d'Alfred Nobel en 1994, pour ses travaux d'étudiant à Princeton sur la théorie des jeux.
- Le 19 mai 2015, il est lauréat, avec Louis Nirenberg, du prix Abel qu'il reçoit à Oslo, des mains de Harald V.